# 박나은 (배우)
박나은(1983년 6월 24일~)은 대한민국의 배우이다.

## 학력
- 대진대학교 연극영화학과 학사

## 연기 활동

### 드라마
- 2006 SBS 금요드라마 《내 사랑 못난이》(서유경 역)
- 2006 KBS1 TV소설 《순옥이》(정미조 역)
- 2007 MBC 주말 특별기획 《9회말 2아웃》(박지선 역)
- 2008 SBS 월화드라마 《사랑해》(이영희 역)
- 2011 MBC 창사 41주년 특별기획 《빛과 그림자》(미란 역)
- 2014 KBS2 TV소설 《순금의 땅》(서현재 역)
- 2015 TV조선 & tvN - 광복 70주년 특별기획 단막극 《위대한 이야기 - 영자의 전성시대》(문수남 역)
- 2022 SBS 금토드라마 《어게인 마이 라이프》(성진미 역)
- 2023 ENA 수목드라마 《행복배틀》(백성희 역)

### 영화
- 2003 《거울 속으로》(패션쇼모델 역)

### 연극 & 뮤지컬
- 2002 전유성의 코미디시장 - 제목 없으면 어때?
- 2008 극단 신화 - 아벨만의 재판(루시아 역)
- 2010 서던스타엔터테인먼트 & HCMP - 진짜진짜 좋아해
- 2012 극단 화동연우회 - 베드룸 파스(Jan 역)
- 2016 극단 1월1일 - 아인슈타인의 별(환자 역)
- 2018 예술의 전당 - 바람 불어 별이 흔들릴 때(윤희 역)

## 기타

### 수상
- 2003 미스코리아_ 경기_ 진

### 방송
- 2005 MBC게임- WAU(Who Are You)
- 2005 SBS 일요일이 좋다- 반전 드라마
- 2005 ETN 신초연의 음악캠프
- 2006 KBS 서바이벌 스타오디션
- 2009 MBC 스타의 친구를 소개합니다- 서바이벌(with 신봉선)

### 뮤직비디오
- 2005 가질 수 없는 너 - 마야
- 2005 다시 또 하루를 살아 - 조관우
- 2006 고3 - 이지라이프

### 광고
- LG텔레콤
- 아모레퍼시픽_헤라
- 도브_바디워시
- KB국민은행
- 2005 좋은사람들_보디가드
- 2006 미치코런던학생복
- 2008 경남제약_레모나
- 2014 미래에셋생명
- 2014 세노비스_트리플러스
- 2015 삼성생명_컨설턴트성공지원시스템
- 2015 웅진코웨이_스파클링아이스정수기
- 2015 삼성전자_갤럭시S6edge+
- 2015 SPC기업
- 2016 호텔스닷컴
- 2016 부광약품_시린메드
- 2016 삼성생명_변액유니버설종신보험
- 2018 IBK기업은행